# Intervalo triangular
O intervalo triangular é um espaço anatômico do membro superior humano.

## Limites
Dois de seus limites são os seguintes:
- superiormente - músculo redondo maior
- Medialmente - cabeça longa do músculo tríceps braquial

Algumas fontes utilizam que o limite lateral é o úmero, enquanto outras fontes definem que o limite lateral é a cabeça lateral do músculo tríceps braquial. 

## Conteúdo
O nervo radial e a artéria braquial profunda atravessam o intervalo triangular passando para o compartimento posterior do braço.

## Galeria

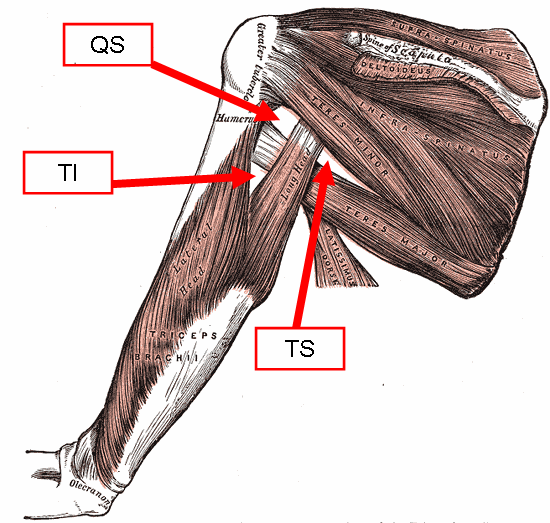
Músculos do dorso da escápula, e o tríceps braquial.